# Hartmann von Aue
Hartmann von Aue († supostamente entre 1210 e 1220) é considerado, ao lado de Wolfram von Eschenbach e Godofredo de Estrasburgo, um dos mais importantes poetas da literatura medieval alemã por volta de 1200.
Por não haver registros oficiais de sua vida, menções de sua obra e falecimento são consideradas, como o excurso literário feito por Godofredo de Estrasburgo em sua obra Tristão, no qual o autor cita, em 1210, Hartmann von Aue como vivo (V. 4621-4635). Enquanto Heinrich von dem Türlin lamenta sua morte em Crône após 1220 (V.2372-2437).
Prólogos e epílogos das obras de Hartmann contém informações sobre sua vida e origem, como em Der arme Heinrich :
Ein ritter sô gelêret was,

daz er an den buochen las,

swaz er dar an geschriben vant:

der was Hartmann genannt,

dienstman was er zouwe.

Um cavaleiro, de tão instruído,

sabia ler o que quer que nos livros

escrito tivesse encontrado:

ele era Hartmann chamado

e em Aue era vassalo.
Nesse trecho Hartmann se denomina cavaleiro, mais precisamente membro da classe ministerial, e enfatiza ainda sua educação, ampliada através da leitura de livros - artigos raros e caros na Idade Média.
Ele confere, assim, a si a competência necessária para contar a história que se segue, situando-se numa posição comparável à de seu público, a classe da nobreza ou ainda o clero, minoria que dominava a leitura e tinha acesso aos livros.

## Obra
Junto a Heinrich von Veldeke ele inaugura o gênero romance de cavalaria em alto alemão antigo.
As principais obras de Hartmann von Aue são Erec (1180/90) e Iwein (por volta de 1200), contrafacturas das obras Erec et Enide e Yvain, respectivamente, escritas por Chrétien de Troyes em francês antigo.